# Emory Cohen
Emory Isaac Cohen (Nueva York, 13 de marzo de 1990) es un actor estadounidense. Hizo su debut cinematográfico en Afterschool (2008).
Es conocido por sus papeles como AJ Cross en la película de Derek Cianfrance, The Place Beyond the Pines (2012), Tony Fiorello en la película de John Crowley,  Brooklyn (2015), Homer en la serie de Netflix The OA (2016) y Varg Vikernes en la película Lords of Chaos (2018).